# Dytiscus semisulcatus
Dytiscus semisulcatus es una especie de escarabajo del género Dytiscus, familia Dytiscidae. Fue descrita científicamente por O. F. Müller en 1776.

## Distribución geográfica
Habita en Europa y norte de Asia (excepto China).